# Проволока из одуванчиков
«Осторожно, можно утонуть в слезах после прослушивания»
«Проволока из одуванчиков» — шестой студийный альбом Алёны Швец, выпущенный 6 сентября 2019 года на лейбле «Холодные звуки», дистрибьютором выступила компания Rhymes Music. Включает в себя десять композиций, выполненных в жанрах инди-поп и инди-фолк. За запись и аранжировки отвечал Дмитирий Ронин из студии «Холодная Студия»; обложку нарисовала сама Алёна. Альбом занял 19-е место в топе BOOM. Релизу предшествовал выход 1 июля того же года песни «Одуванчик» в качестве сингла.

## Критика альбома
Музыкальный критик Алексей Мажаев из издания InterMedia поставил «Проволоке из одуванчиков» оценку 8 из 10, отметив непредсказуемость взаимодействия формы и содержания, из-за чего альбом воспринимается не как сольная работа, а как сборник от нескольких певиц.

## Список композиций
| №                   | Название                    | Длительность |
| ------------------- | --------------------------- | ------------ |
| 1.                  | «Дождь»                     | 2:15         |
| 2.                  | «Ведьм у нас сжигают»       | 2:20         |
| 3.                  | «Мальчики не плачут»        | 2:16         |
| 4.                  | «Ромочка»                   | 2:27         |
| 5.                  | «Одуванчик»                 | 3:02         |
| 6.                  | «Глаза с разводами бензина» | 1:59         |
| 7.                  | «Самый быстрый способ»      | 2:24         |
| 8.                  | «Расстрел»                  | 3:09         |
| 9.                  | «Олимпос»                   | 2:30         |
| 10.                 | «Солнце вышло покурить»     | 2:15         |
| Общая длительность: | Общая длительность:         | 24:42        |